# Dolsleben
Dolsleben war bis zum 31. Dezember 1991 eine Gemeinde in der Verwaltungsgemeinschaft Beetzendorf-Diesdorf im Kreis Salzwedel in Sachsen-Anhalt, Deutschland.

## Geschichte
Am 20. Juli 1950 wurden die Gemeinden Hohendolsleben und Siedendolsleben aus dem Landkreis Salzwedel zur neuen Gemeinde Dolsleben zusammengeschlossen. Hohendolsleben und Siedendolsleben wurden als Ortsteile in der neuen Gemeinde fortgeführt. Der Sitz der Gemeinde war in Siedendolsleben.
Am 1. Januar 1992 wurde die Gemeinde Dolsleben in die Gemeinde Dähre eingemeindet. Die Ortsteile Hohendolsleben und Siedendolsleben wurden damit Ortsteile von Dähre.

## Einwohner
| Jahr | Einwohner |
| ---- | --------- |
| 1964 | 284       |
| 1971 | 237       |
| 1981 | 176       |
| 1993 | 144       |